# 亚历山德罗·布翁焦尔诺
亚历山德罗·布翁焦尔诺（義大利語：Alessandro Buongiorno，1999年6月6日—），意大利职业足球运动员，在意甲俱乐部那不勒斯和意大利国家队担任中后卫。他曾入选2024年欧洲足球锦标赛意大利国家队名单。

## 早年生活
Buongiorno出生于意大利都灵，从小就是都灵足球俱乐部的忠实粉丝。

## 俱乐部生涯

### 早期职业生涯
Buongiorno在都灵足球俱乐部的青训部门成长，并在2017-18赛季随队赢得了意大利青年杯。2018年2月14日，Buongiorno与都灵签订了一份职业合同，将他留在俱乐部至2022年。他在2018年4月4日都灵4-1战胜克罗托内的比赛中完成了自己的意甲首秀，第82分钟替补登场，但在第88分钟因伤离场。

### 租借至Carpi和特拉帕尼
在2018-19赛季，他被租借至由法布里奇奧·卡斯托里执教的意乙球队Carpi。他于9月25日在对阵佩鲁贾的比赛中完成首秀，在第66分钟替补Enrico Pezzi登场，该场比赛以0-1告负。
Buongiorno在次赛季回到都灵，但没有获得上场机会。2020年1月11日，他租借加盟意乙俱乐部特拉帕尼，效力至赛季结束。他在特拉帕尼共出场13次，但未能帮助球队保级。

### 都灵
回到都灵后，Buongiorno续约至2024年。2020年12月17日，他在对阵罗马的比赛中首次以首发身份亮相意甲，最终以1-3落败。随着伊万·尤里奇担任都灵主教练，他在2021-22赛季开始逐渐成为球队三后卫阵型中的常规轮换球员。
Buongiorno在2022-23赛季成为常规主力，并在2022年9月17日都灵主场0-1不敌萨索洛的比赛中首次担任球队队长。2023年5月3日，他在都灵2-0战胜桑普多利亚的比赛中打进首粒联赛进球。赛季结束后，他与俱乐部续约至2028年。

### 那不勒斯
2024年7月13日，Buongiorno与意甲俱乐部那不勒斯签订了一份为期五年的合同，转会费据报道为3500万欧元。

## 国际比赛生涯
2023年3月17日，Buongiorno首次被意大利国家队正式征召，参加对阵英格兰和马耳他的两场2024年欧洲杯预选赛。2023年6月18日，他在意大利对阵荷兰的2022-23赛季欧洲国家联赛季军争夺战中完成国家队首秀，意大利最终以3-2获胜。

## 个人生活
2023年2月，Buongiorno在佩加索远程大学获得了商业经济学的三年制学位，他的论文研究了都灵俱乐部的营销模式。

## 榮譽
拿玻里
- 意甲冠軍：2024–25[20]